# Julinho (futebolista)
Júlio César de Andrade Moura, mais conhecido como Julinho (Salvador, 31 de outubro de 1965), é um ex-futebolista brasileiro naturalizado peruano, que atuava como atacante. Revelado pelo Vitória, passou por outros clubes do Brasil como Flamengo, Avaí e Fortaleza, e virou ídolo no Peru jogando pelo Sporting Cristal.

## Carreira
Foi campeão do Campeonato Peruano de Futebol com o Sporting Cristal nos anos de 1994, 1995, 1996 e 2002. Foi artilheiro do campeonato em 1995. É o maior goleador do Sporting Cristal na Copa Libertadores da América.
Também foi escolhido o esportista do ano no Peru, em 1995.

## Seleção
Em 1996, diante de um problema de gols na Seleção Peruana de Futebol, Julinho obteve a nacionalidade do país, o que lhe valeu ser convocado pelo técnico Juan Carlos Oblitas para disputar as Eliminatórias da Copa do Mundo FIFA de 1998. Estreou enfrentando a Argentina no Estádio Nacional José Díaz, em Lima, numa partida em que terminou 0–0.

## Títulos
Sporting Cristal
- Campeonato Peruano de Futebol: 1994, 1995, 1996, 2002